# Charmaine Gilgeous
Charmaine Gilgeous, född 17 december 1971, är en antiguansk och barbudansk friidrottare. Hon deltog vid olympiska sommarspelen 1992.